# ميلان هورفات
ميلان هورفات (بالألمانية: Milan Horvat)‏ هو موزع نمساوي، ولد في 28 يوليو 1919 في باكراتش في كرواتيا، وتوفي في 2014 في إنسبروك في النمسا.

## وصلات خارجية
- ميلان هورفات على موقع IMDb (الإنجليزية)
- ميلان هورفات على موقع ميوزك برينز (الإنجليزية)
- ميلان هورفات على موقع أول ميوزيك (الإنجليزية)
- ميلان هورفات على موقع ديسكوغز (الإنجليزية)